# Ramon Masferrer i Arquimbau
Ramon Masferrer i Arquimbau (Vic 1850 – Cotabato, Mindanao, Filipines, 5 d'abril de 1884) estudià medicina i ciències naturals i es llicencià en ambdues disciplines a la Universitat de Barcelona. Va col·laborar a l'Esbart de Vic i en el Círcol Literari. Ingressà en el cos de sanitat militar. Exercí a Tenerife i a Cotabato (Filipines). Publicà Recuerdos botánicos de Vich i Estudio de la flora de la Plana de Vich. Col·leccionà un complet herbari que donà al Círcol.